# اینترنت اکسپلورر ۶
اینترنت اکسپلورر ۶ (به انگلیسی Internet Explorer 6) با نام مخفف IE6 ششمین نسخه از مرورگر وب اینترنت اکسپلورر می‌باشد که توسط شرکت مایکروسافت ساخته شده است. اینترنت اکسپلورر ۶ در تاریخ ۵ شهریور ۱۳۸۰ (۲۷ آگوست ۲۰۰۱) اندکی پس از تکمیل ویندوز اکس‌پی عرضه شد.
اینترنت اکسپلورر ۶ به عنوان مرورگر وب پیش‌فرض برای ویندوز اکس‌پی و ویندوز سرور ۲۰۰۳ قرار گرفته است و برای نسخه‌های دیگر ویندوز نیز در دسترس می‌باشد. IE6 SP1 آخرین نسخه اینترنت اکسپلورر عرضه شده از طرف مایکروسافت می‌باشد. با وجود اینکه مایکروسافت نسخه‌های جدیدتر اینترنت اکسپلورر را عرضه کرده است، اما همچنان از این مرورگر وب در ویندوز اکس‌پی سرویس پک 3، پشتیبانی می‌کند.
IE6 در سالهای ۲۰۰۲ و ۲۰۰۳ میلادی ۹۰ درصد از سهم بازار مرورگرهای جهان را به خود اختصاص داده بود. حتی پس از ارائه اینترنت اکسپلورر ۷ و اینترنت اکسپلورر ۸ این مرورگر همچنان بخش عمده‌ای از سهم بازار را برخوردار بود.

## اینترنت اکسپلورر ۶ و توسعه‌دهندگان وب
برای سالها، IE6 سر درد توسعه دهندگان وب بود. این محصول پُر از حفره‌های امنیتی بود و در اکثر موارد با استاندارهای وب همخوانی نداشت. از آنجا که IE6 مرورگر پیشفرض سیستم عامل ویندوز بود، توسعه دهندگان مجبور به ساخت وب برای نمایش در این مرورگر بودند و نه آنکه وب را بر پایه استانداردها پیش ببرند.
اینترنت اکسپلورر ۶ به دلیل امنیت پایین و پشتیبانی نکردن از بسیاری از استانداردهای وب، همواره مورد انتقاد بوده و در لیست "بدترین محصولات فناوری در تمام دوران" قرار گرفته است.

## انقراض اینترنت اکسپلورر ۶
از آنجایی که هنوز بسیاری از کاربران اینترنت از این مرورگر وب منسوخ استفاده می کنند، شرکت‌های بزرگ در تلاش هستند تا کاربران را به به روز رسانی مرورگر خود تشویق کنند. از جمله بزرگترین آنها شرکت‌های گوگل و فیسبوک می‌باشند که خدمات رسانی به کاربران مرورگر اینترنت اکسپلورر ۶ را قطع کرده‌اند. شرکت گوگل می گوید به علت وجود حفره امنیتی در مرورگر اینترنت اکسپلورر ۶، به پشتیبانی فنی از این مرورگر را پایان داده است. به گفته شرکت گوگل بسیاری از این خدمات این شرکت مانند سایت‌های اسناد گوگل (Google Docs) و خدمات طراحی سایت (Google Sites) با اینترنت اکسپلورر ۶ سازگاری نخواهند داشت. همچنین وب‌گاه فیسبوک به پشتیبانی از اینترنت اکسپلورر ۶ برای بهبود قابلیت چت، پایان داده است.
با توجه به گزارش تجزیه و تحلیل ترافیک وب از سوی شرکت StatCounter، مرورگر اینترنت اکسپلورر ۶ مایکروسافت در حال حاضر کمتر از ۵٪ سهم بازار امریکا و اروپا را در دست دارد.
اکنون، بر طبق تحلیلی از ۱۵ میلیارد نمایش صفحه وب، آمار شرکت StatCounter نشان میدهد که در طی ۱۲ ماه گذشته، سهم این مرورگر از ۱۱٫۵ درصد به ۴٫۷٪ نزول پیدا کرده است.